# Moleskin
Moleskin er en kraftig type bomuldstekstil, der er vævet og klippet til at skabe en kort, blød overflade på den ene side. I tekstur og udseende ligner moleskin vaskeskind, men den er mindre plysch end velour. Ordet bruges også om beklædning, der er fremstillet af denne type tekstil, samt for klæbende stykker af stof af moleskin, der bruges for at modvirke vabler. Beklædning af moleskin er kendt for at være blød og slidstærk. Visse varianter af moleskin er vævet så tæt, at de er vindtætte.
Navnet, moleskin, kommer fra det engelsk ord mole, der betyder muldvarp, fordi stoffets bløde overflade kan minde om et muldvarpeskind.
Stoffet har oprindeligt været brugt meget til arbejdstøj, fordi det er slidstærkt, men det bruges i dag til mere almindeligt tøj af æstetiske årsager.